# Murina ussuriensis
Murina ussuriensis é uma espécie de morcego da família Vespertilionidae. Pode ser encontrada no Japão, Coreias e Rússia.